# F1 24
F1 24 è un videogioco di corse sviluppato da Codemasters e pubblicato da EA Sports. È il quarto capitolo della serie distribuito da EA Sports, dopo aver acquisito Codemasters a metà febbraio 2021. Il gioco ha la licenza ufficiale per i campionati di Formula 1 e Formula 2 del 2024. È stato pubblicato il 31 maggio 2024 per Microsoft Windows, PlayStation 4, PlayStation 5, Xbox One, Xbox Series X/S e Linux (attraverso il livello di compatibilità Proton di Valve).

## Nuove caratteristiche
Simile ai precedenti titoli della serie, i giocatori guidano auto utilizzando controller di gioco o volanti. Una sessione imita un vero weekend di gara, iniziando con le prove libere e terminando con il Gran Premio. Durante la gara, i giocatori sperimentano pit stop e vari incidenti, che possono comportare l'uscita della safety car e cambiamenti alla super licenza del giocatore.
F1 24 ha introdotto una nuova modalità carriera, in cui i giocatori interpretano piloti reali e guadagnano reputazione durante la stagione. Oltre a poter giocare come uno dei 20 piloti di Formula 1, i giocatori possono anche interpretare piloti di Formula 2 e piloti ritirati. Una delle nuove caratteristiche sono gli obiettivi a metà gara assegnati dagli ingegneri di squadra e dagli sponsor, che danno ai giocatori esperienza aggiuntiva e ricompense se completati. "F1 World", introdotto per la prima volta in F1 22, ha ricevuto un'espansione. È stata aggiunta una nuova modalità "Fanzone", che permette ai giocatori di contribuire con punti fan a squadre e piloti per competere con altre fanzone.

## Telecronisti
- Carlo Vanzini e  Davide Valsecchi (per la Formula 1).
- Alex Jacques (voce italiana di  Diego Baldoin) (per la Formula 2) e  Davide Valsecchi.

## Piloti e team
F1 24 include le 10 squadre e i 20 piloti della stagione 2024 di Formula 1 e le 11 squadre e i 22 piloti della stagione 2023 di Formula 2. Le 11 squadre e i 22 piloti della stagione 2024 di Formula 2 sono stati inseriti successivamente con un aggiornamento.

### Piloti e team di Formula 1
| Scuderia                               | Costruttore                  | Telaio            | Power unit | Gomme | Nº | Piloti           | Sigla |
| -------------------------------------- | ---------------------------- | ----------------- | ---------- | ----- | -- | ---------------- | ----- |
| Oracle Red Bull Racing                 | Red Bull Racing-Honda RBPT   | RB20              | Honda RBPT | P     | 1  | Max Verstappen   | VER   |
| Oracle Red Bull Racing                 | Red Bull Racing-Honda RBPT   | RB20              | Honda RBPT | P     | 11 | Sergio Pérez     | PER   |
| Mercedes-AMG PETRONAS Formula One Team | Mercedes                     | W15 E Performance | Mercedes   | P     | 44 | Lewis Hamilton   | HAM   |
| Mercedes-AMG PETRONAS Formula One Team | Mercedes                     | W15 E Performance | Mercedes   | P     | 63 | George Russell   | RUS   |
| Scuderia Ferrari HP                    | Ferrari                      | SF-24             | Ferrari    | P     | 16 | Charles Leclerc  | LEC   |
| Scuderia Ferrari HP                    | Ferrari                      | SF-24             | Ferrari    | P     | 55 | Carlos Sainz Jr. | SAI   |
| McLaren Formula 1 Team                 | McLaren-Mercedes             | MCL38             | Mercedes   | P     | 4  | Lando Norris     | NOR   |
| McLaren Formula 1 Team                 | McLaren-Mercedes             | MCL38             | Mercedes   | P     | 81 | Oscar Piastri    | PIA   |
| Aston Martin Aramco Formula One Team   | Aston Martin Aramco-Mercedes | AMR24             | Mercedes   | P     | 14 | Fernando Alonso  | ALO   |
| Aston Martin Aramco Formula One Team   | Aston Martin Aramco-Mercedes | AMR24             | Mercedes   | P     | 18 | Lance Stroll     | STR   |
| BWT Alpine F1 Team                     | Alpine-Renault               | A524              | Renault    | P     | 31 | Esteban Ocon     | OCO   |
| BWT Alpine F1 Team                     | Alpine-Renault               | A524              | Renault    | P     | 10 | Pierre Gasly     | GAS   |
| Williams Racing                        | Williams-Mercedes            | FW46              | Mercedes   | P     | 23 | Alexander Albon  | ALB   |
| Williams Racing                        | Williams-Mercedes            | FW46              | Mercedes   | P     | 2  | Logan Sargeant   | SAR   |
| Visa Cash App RB F1 Team               | RB-Honda RBPT                | VCARB 01          | Honda RBPT | P     | 22 | Yuki Tsunoda     | TSU   |
| Visa Cash App RB F1 Team               | RB-Honda RBPT                | VCARB 01          | Honda RBPT | P     | 3  | Daniel Ricciardo | RIC   |
| KICK Sauber F1 Team                    | KICK Sauber-Ferrari          | C44               | Ferrari    | P     | 77 | Valtteri Bottas  | BOT   |
| KICK Sauber F1 Team                    | KICK Sauber-Ferrari          | C44               | Ferrari    | P     | 24 | Zhou Guanyu      | ZHO   |
| MoneyGram Haas F1 Team                 | Haas-Ferrari                 | VF-24             | Ferrari    | P     | 20 | Kevin Magnussen  | MAG   |
| MoneyGram Haas F1 Team                 | Haas-Ferrari                 | VF-24             | Ferrari    | P     | 27 | Nico Hülkenberg  | HUL   |

### Piloti e team di Formula 2
| Scuderia              | Costruttore | Telaio          | Power unit | Gomme | Nº | Piloti                | Sigla |
| --------------------- | ----------- | --------------- | ---------- | ----- | -- | --------------------- | ----- |
| ART Grand Prix        | Dallara     | Dallara F2 2024 | Mecachrome | P     | 1  | Victor Martins        | MAR   |
| ART Grand Prix        | Dallara     | Dallara F2 2024 | Mecachrome | P     | 2  | Zak O'Sullivan        | OSU   |
| PREMA Racing          | Dallara     | Dallara F2 2024 | Mecachrome | P     | 3  | Oliver Bearman        | BEA   |
| PREMA Racing          | Dallara     | Dallara F2 2024 | Mecachrome | P     | 4  | Andrea Kimi Antonelli | ANT   |
| Rodin Motorsport      | Dallara     | Dallara F2 2024 | Mecachrome | P     | 5  | Zane Maloney          | MAL   |
| Rodin Motorsport      | Dallara     | Dallara F2 2024 | Mecachrome | P     | 6  | Ritomo Miyata         | MIY   |
| DAMS Lucas Oil        | Dallara     | Dallara F2 2024 | Mecachrome | P     | 7  | Jak Crawford          | CRA   |
| DAMS Lucas Oil        | Dallara     | Dallara F2 2024 | Mecachrome | P     | 8  | Juan Manuel Correa    | COR   |
| Invicta Racing        | Dallara     | Dallara F2 2024 | Mecachrome | P     | 9  | Kush Maini            | MAI   |
| Invicta Racing        | Dallara     | Dallara F2 2024 | Mecachrome | P     | 10 | Gabriel Bortoleto     | BOR   |
| MP Motorsport         | Dallara     | Dallara F2 2024 | Mecachrome | P     | 11 | Dennis Hauger         | HAU   |
| MP Motorsport         | Dallara     | Dallara F2 2024 | Mecachrome | P     | 12 | Franco Colapinto      | COL   |
| Van Amersfoort Racing | Dallara     | Dallara F2 2024 | Mecachrome | P     | 14 | Enzo Fittipaldi       | FIT   |
| Van Amersfoort Racing | Dallara     | Dallara F2 2024 | Mecachrome | P     | 15 | Rafael Villagómez     | VIL   |
| Hitech Pulse-Eight    | Dallara     | Dallara F2 2024 | Mecachrome | P     | 16 | Amaury Cordeel        | ACO   |
| Hitech Pulse-Eight    | Dallara     | Dallara F2 2024 | Mecachrome | P     | 17 | Paul Aron             | ARO   |
| Campos Racing         | Dallara     | Dallara F2 2024 | Mecachrome | P     | 20 | Isack Hadjar          | HAD   |
| Campos Racing         | Dallara     | Dallara F2 2024 | Mecachrome | P     | 21 | Josep Maria Martí     | JMA   |
| Trident               | Dallara     | Dallara F2 2024 | Mecachrome | P     | 22 | Richard Verschoor     | VER   |
| Trident               | Dallara     | Dallara F2 2024 | Mecachrome | P     | 23 | Roman Staněk          | STA   |
| AIX Racing            | Dallara     | Dallara F2 2024 | Mecachrome | P     | 24 | Joshua Dürksen        | DUR   |
| AIX Racing            | Dallara     | Dallara F2 2024 | Mecachrome | P     | 25 | Taylor Barnard        | BAR   |

### Piloti e team di Formula 2 2023
| Scuderia              | Costruttore | Telaio          | Power unit | Gomme | Nº | Piloti             | Sigla |
| --------------------- | ----------- | --------------- | ---------- | ----- | -- | ------------------ | ----- |
| MP Motorsport         | Dallara     | Dallara F2 2018 | Mecachrome | P     | 1  | Dennis Hauger      | HAU   |
| MP Motorsport         | Dallara     | Dallara F2 2018 | Mecachrome | P     | 2  | Jehan Daruvala     | DAR   |
| Rodin Carlin          | Dallara     | Dallara F2 2018 | Mecachrome | P     | 3  | Zane Maloney       | MAL   |
| Rodin Carlin          | Dallara     | Dallara F2 2018 | Mecachrome | P     | 4  | Enzo Fittipaldi    | FIT   |
| ART Grand Prix        | Dallara     | Dallara F2 2018 | Mecachrome | P     | 5  | Théo Pourchaire    | POU   |
| ART Grand Prix        | Dallara     | Dallara F2 2018 | Mecachrome | P     | 6  | Victor Martins     | MAR   |
| PREMA Racing          | Dallara     | Dallara F2 2018 | Mecachrome | P     | 7  | Frederik Vesti     | VES   |
| PREMA Racing          | Dallara     | Dallara F2 2018 | Mecachrome | P     | 8  | Oliver Bearman     | BEA   |
| Hitech Grand Prix     | Dallara     | Dallara F2 2018 | Mecachrome | P     | 9  | Jak Crawford       | CRA   |
| Hitech Grand Prix     | Dallara     | Dallara F2 2018 | Mecachrome | P     | 10 | Isack Hadjar       | HAD   |
| DAMS                  | Dallara     | Dallara F2 2018 | Mecachrome | P     | 11 | Ayumu Iwasa        | IWA   |
| DAMS                  | Dallara     | Dallara F2 2018 | Mecachrome | P     | 12 | Arthur Leclerc     | LEC   |
| Virtuosi              | Dallara     | Dallara F2 2018 | Mecachrome | P     | 14 | Jack Doohan        | DOO   |
| Virtuosi              | Dallara     | Dallara F2 2018 | Mecachrome | P     | 15 | Amaury Cordeel     | ACO   |
| PHM Racing            | Dallara     | Dallara F2 2018 | Mecachrome | P     | 16 | Roy Nissany        | NIS   |
| PHM Racing            | Dallara     | Dallara F2 2018 | Mecachrome | P     | 17 | Brad Benavides     | BEN   |
| Trident               | Dallara     | Dallara F2 2018 | Mecachrome | P     | 20 | Roman Staněk       | STA   |
| Trident               | Dallara     | Dallara F2 2018 | Mecachrome | P     | 21 | Clément Novalak    | NOV   |
| Van Amersfoort Racing | Dallara     | Dallara F2 2018 | Mecachrome | P     | 22 | Richard Verschoor  | VER   |
| Van Amersfoort Racing | Dallara     | Dallara F2 2018 | Mecachrome | P     | 23 | Juan Manuel Correa | COR   |
| Campos Racing         | Dallara     | Dallara F2 2018 | Mecachrome | P     | 24 | Kush Maini         | MAI   |
| Campos Racing         | Dallara     | Dallara F2 2018 | Mecachrome | P     | 25 | Ralph Boschung     | BOS   |

## Lista dei circuiti
F1 24 contiene tutti i circuiti del calendario della stagione 2024 di Formula 1. L'Autódromo Internacional do Algarve, sede del Gran Premio del Portogallo, è presente nonostante non era incluso nel calendario del 2024.
| No. | Gran Premio                                                     | Circuito                           | Sede              |
| --- | --------------------------------------------------------------- | ---------------------------------- | ----------------- |
| 1   | Gulf Air Bahrain Grand Prix                                     | Bahrain International Circuit      | Manama            |
| 2   | STC Saudi Arabian Grand Prix                                    | Jeddah Corniche Circuit            | Gedda             |
| 3   | Rolex Australian Grand Prix                                     | Albert Park Circuit                | Melbourne         |
| 4   | MSC Cruises Japanese Grand Prix                                 | Suzuka International Racing Course | Suzuka            |
| 5   | Lenovo Chinese Grand Prix                                       | Shanghai International Circuit     | Shanghai          |
| 6   | Crypto.com Miami Grand Prix                                     | Miami International Autodrome      | Miami             |
| 7   | MSC Cruises Gran Premio del Made in Italy e dell'Emilia-Romagna | Autodromo Enzo e Dino Ferrari      | Imola             |
| 8   | Grand Prix de Monaco                                            | Circuit de Monaco                  | Monaco            |
| 9   | AWS Grand Prix du Canada                                        | Circuito Gilles-Villeneuve         | Montréal          |
| 10  | Aramco Gran Premio de España                                    | Circuit de Barcelona-Catalunya     | Montmeló          |
| 11  | Qatar Airways Großer Preis von Österreich                       | Red Bull Ring                      | Spielberg         |
| 12  | Qatar Airways British Grand Prix                                | Silverstone Circuit                | Silverstone       |
| 13  | Hungarian Grand Prix                                            | Hungaroring                        | Mogyoród          |
| 14  | Rolex Belgian Grand Prix                                        | Circuit de Spa-Francorchamps       | Stavelot          |
| 15  | Dutch Grand Prix                                                | Circuit Zandvoort                  | Zandvoort         |
| 16  | Pirelli Gran Premio d'Italia                                    | Autodromo nazionale di Monza       | Monza             |
| 17  | Qatar Airways Azerbaijan Grand Prix                             | Baku City Circuit                  | Baku              |
| 18  | Singapore Airlines Singapore Grand Prix                         | Marina Bay Street Circuit          | Singapore         |
| 19  | Pirelli United States Grand Prix                                | Circuit of the Americas            | Austin            |
| 20  | Gran Premio de la Ciudad de México                              | Autodromo Hermanos Rodríguez       | Città del Messico |
| 21  | Lenovo Grande Prêmio de São Paulo                               | Autódromo José Carlos Pace         | San Paolo         |
| 22  | Las Vegas Grand Prix                                            | Las Vegas Strip Circuit            | Las Vegas         |
| 23  | Qatar Airways Qatar Grand Prix                                  | Lusail International Circuit       | Doha              |
| 24  | Etihad Airways Abu Dhabi Grand Prix                             | Yas Marina Circuit                 | Abu Dhabi         |
| 25  | Grande Prémio de Portugal                                       | Algarve International Circuit      | Portimão          |